# Guy André Pierre de Montmorency-Laval

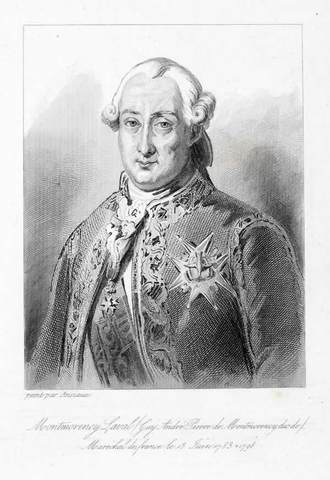
Guy André Pierre de Montmorency-Laval

Guy André Pierre de Montmorency-Laval (* 21. September 1723; † 22. September 1798 in Paris), 1. Duc de Laval, Premier Baron de La Marche, Marquis de Laval-Lezay, Baron d’Arnac, war ein französischer Militär, der es zum Marschall von Frankreich brachte.

## Leben
Er war der Sohn von Guy-André de Laval († 1745), 4. Marquis de Laval-Lezay, Marquis et de Magnac, Comte de La Bigotière et de Fontaine-Chalandry, und Marie Anne de Turmenies de Nointel († 1756).
Zuerst als Marquis de Laval bekannt, trat er am 1. Januar 1741, während des Österreichischen Erbfolgekriegs, bei den Musketieren ein, nahm 1742 am Flandernfeldzug teil und erhielt am 4. April 1743 eine Kompanie im Régiment Royal-Pologne. Er kämpfte bei der Schlacht bei Dettingen am folgenden 27. Juni 1743 und wurde am 22. August 1743 zum Oberst eines Regiments unter seinem Namen, des Régiment de Laval, gemacht.
1744 war er an der Einnahme von Weißenburg und der Erstürmung der Lauter-Linien beteiligt, am Angriff auf die Schanzen von Suffelsheim und an der Belagerung von Freiburg, 1745 an der Einnahme von Kronenburg. Nach seinem Wechsel in die Flandernarmee kämpfte er mit dem Regiment Grillon in der Schlacht bei Mesle (9. Juli 1745) und nahm an der Einnahme von Gent teil. Am 25. Juli 1745 wurde er (mit Brevet vom 1. Mai) zum Brigadegeneral erklärt.
1746 kämpfte er – weiterhin in der Flandernarmee – in der Schlacht von Roucourt (11. Oktober). Im Jahr 1747 nahm er an den Belagerungen von Sluis, Sas van Gent, Hulst, Axel und Bergen-op-Zoom teil, 1748 an der Belagerung von Maastricht. Am 10. Mai 1748 wurde er zum Maréchal de camp ernannt.
Im Siebenjährigen Krieg (1756–1763)nahm an der Eroberung der Insel Menorca, insbesondere des Fort Saint-Philippe (29. Juni). Im Jahr darauf kämpfte er in Deutschland in der Schlacht bei Hastenbeck (26. Juli 1757), nahm an der Eroberung des Kurfürstentums Hannover teil und kehrte nach der Konvention von Kloster Zeven zurück. 1758 kämpfte er in der gleichen Armee wie im Jahr zuvor in der Schlacht bei Krefeld (23. Juni). Im Oktober 1758 wurde er zum erblichen Herzog von Laval ernannt, das durch die Zusammenführung der Baronie Arnac und des Marquisats Magnac gebildet wurde.
Im Jahr darauf nahm er an der Schlacht bei Minden (1. August 1759) teil. Am 17. Dezember 1759 wurde er zum Lieutenant-général des Armées du Roi ernannt. Er nahm noch am Gefecht bei Korbach (10. Juli 1760) und an der Schlacht bei Vellinghausen (15./16. Juli 1761) teil, wurde dann aber von der Front abgezogen: noch im Jahr 1761 erhielt er das Kommando über Mont-Dauphin in den Alpen, später wurde er Gouverneur von Compiègne (das Amt übernahm 1766 sein Sohn), sowie am 21. Oktober 1771 Gouverneur von Aunis.
Am 13. Juni 1783 schließlich wurde er zum Marschall von Frankreich ernannt. Bei der Revolution blieb er im Land und starb am 22. September 1798 in Paris.

## Ehe und Familie
Er heiratete am 29. Dezember 1740 Jacqueline Marie Hortense de Bullion de Fervaques († 30. Januar 1795), Schwester der Herzogin von Beauvilliers und der Herzogin von Olonne, Tochter von Anne Jacques de Bullion, Marquis de Fervaques, Maréchal de camps et armées du Roi, Chevalier des ordres du Roi aus der Familie Bullion und Marie Madeleine Hortense Gigault de Bellefonds. Ihre Kinder sind:
- Guyonne († 28. August 1749)
- Sohn (* Januar 1743; † 25. August 1744 in Paris)
- Guy-André-Marie Joseph (* 27. September 1744; † 13. November 1761 in Einbeck an den Pocken), Comte de Laval; ⚭ 14. April 1760 Anne Céleste Françoise Jacquier de Vieuxmaisons, (* wohl 1743; † 2. Juni 1760, 17 Jahre alt)
- Anne Alexandre Sulpice Joseph (* 22. Januar 1747 in Paris; † 30. März 1817 ebenda), genannt le Chevalier de Laval, 15. Juli 1783 Duc de Laval, 4. Juni 1814 Pair von Frankreich; ⚭ 14. Januar 1765 Marie Louise Mauricette de Montmorency-Luxembourg (* 2. September 1750; † 3. November 1829 in Paris), Erbtochter von Joseph Maurice Annibal de Montmorency-Luxembourg, Comte de Luxe, und Françoise Martine Thérèse Le Pelletier de Rosambe
- Mathieu Paul Louis (* 5. August 1748 in Paris; † 27. Dezember 1809 ebenda), dit le Vicomte de Laval, 21. Dezember 1808 Comte de l’Empire, Comte de Montmorency-Laval, 1766 Gouverneur von Compiègne; ⚭(1) 29. Dezember 1765, geschieden, Catherine Jeanne Tavernier de Boullongne († 5. Juli 1838 in Paris), Tochter von Pierre Guillaume Tavernier dit de Boullongne; ⚭ (2) Paris 22. Juli 1803 Anne Françoise Le Joyaud, Witwe von Charles François Joseph de Lamboley
- Louis Hilaire Émmanuel (* 18. Juni 1750 in Paris; † 12. August 1770 ebenda), genannt l'Abbé de Laval
- Guyonne Hortense (* 22. September 1751 in Paris; † vor 1760), genannt la Mademoiselle de Laval
- Anne Sylvain (* 22. November 1752 in Paris; † 1758), genannt le Marquis de Lezay
- Guyonne Elisabeth Joséphine (* 14. Februar 1755 in Paris; † 24. Juli 1830 auf Schloss Esclimont); ⚭ Paris 19. April 1768 Louis Joseph Charles Amable d’Albert, Duc de Luynes et de Chevreuse, Pair de France (* 4. November 1748; † 20. Mai 1807 in Paris)